# Аулие-Ата (аэропорт)
Аулие-Ата — международный аэропорт города Тараза в Казахстане. Расположен в 15 км от центра города.
На аэродроме базировалась военная авиация — 157-й вертолётный полк (вертолёты Ми-8 и Ми-26).
На данный момент в международном аэропорту Аулие-Ата проводится инвестиционная программа, за счёт частных инвестиций акционерами аэропорта авиакомпании «SCAT», в ходе которой планируется строительство нового пассажирского терминала площадью 5500 м2 и пропускной способностью до 300 пассажиров в час. Окончание строительства пассажирского терминала запланировано на первый квартал 2014 г.
В прошлом году акционерами было принято решение о передаче взлётно посадочной полосы в государственную собственность на баланс Министерства транспорта и коммуникации Республики Казахстан. Министерством транспорта и коммуникации проведены реконструкция и расширение взлётно-посадочной полосы. Новая полоса длина которой составляет 3500 м позволяет принимать все типы современных больших самолётов, таких как Boeing 747 и т.д Также установлена новая система светосигнального обеспечения полётов по 2-й категории ИКАО. Все аэродромные огни на ВПП и на примыкающих к ней рулёжных дорожках углублённые, то есть установлены непосредственно в покрытии полосы для непрерывного визуального ориентирования в сложных погодных условиях.
Масштабная реконструкция всего аэропортового комплекса включает в себя и пассажирский терминал которые закончатся в этом году ориентировочно март 2014 г.
Кроме того, идёт работа по приобретение современной перронной спецтехники. Также планируется реконструкция комплекса ГСМ, строительство карго-терминала класса «А» и ряд других мероприятий по развитию.
Сразу после завершения реконструкции взлётно-посадочной полосы и пассажирского терминала планируется открытие прямых пассажирских направлений в Москву, Актау, Атырау. Кроме того запланировано открытие летней чартерной туристической программы в Анталию и Дубай со следующего летнего сезона.

## История
Аэропорт находился в городской черте современного Тараза, позже в 1945-1946 годах он был перенесён на сегодняшнее место. До 1962 года взлётно-посадочная полоса была грунтовой и это ограничивало применение аэропорта, который уже тогда обеспечивал полёты в Москву, Ташкент и некоторые города Казахстана.
Авиационно-метеорологическая станция (АМСГ) города Тараза была открыта в октябре 1946 года на базе аэропорта Джамбул. Первое оборудование, установленное на аэродроме, позволяло производить в основном только визуальные наблюдения за состоянием атмосферы. Для приёма метеоданных использовали азбуку Морзе, вручную осуществляя наноску на синоптические карты. Направление ветра определялось с помощью флюгера, скорость оценивалась по «лёгкой» и «тяжёлой» доске, видимость – по щитам-ориентирам. Для определения высоты нижней границы облаков выпускался шар-пилот, а ночью использовали прожектор Пи-45.
Искусственная взлётно-посадочная полоса аэропорта была построена в 1962 году и последний раз прошла реконструкцию в 1989 году. Здание аэропорта построено в 1974 году и имело пропускную способность 200 пассажиров в час. Инфраструктура аэропорта включала в себя ангар для выполнения технического обслуживания воздушных судов типа Як-42 и Ту-154, спецавтобазу на 60 автомашин, базу ГСМ ёмкостью 7000 кубометров с прирельсовым складом на восемь вагонов-цистерн.
В 1980-е годы из аэропорта еженедельно круглый год осуществлялись рейсы в Москву, Адлер, Минеральные Воды, Сочи, другие города СССР. Город был связан авиационным сообщением со всеми областными центрами республики. Многие районные центры имели свои небольшие аэродромы. Есть сведения, что реактивные Як-40 доставляли пассажиров в райцентр Мойынкумского района, в село Фурмановку, а самолёты Ан-2, возили пассажиров и грузы вплоть до отдалённых участков отгонного животноводства.
В 1971 – 1972 годах на вооружении части, дислоцируемой в Джамбуле, были учебные самолёты Л-29. С 1980-х годов на аэродроме Таразского аэропорта базировалась военная авиация — 157-й вертолётный полк (вертолёты Ми-8 и Ми-26). В 2003 году эта авиабаза была сокращена. В 1990-е годы аэропорт приходит в упадок. В 2000 году правительство принимает меры для вывода его из кризиса. С августа 2012 года ста процентами акций международного аэропорта «Аулие-Ата» владеет авиакомпания «SCAT». Пассажиропоток за 2011 год составлял чуть менее 30 тысяч пассажиров. Из Тараза авиакомпания «SCAT» выполняет рейсы в Алма-Ату и Астану, принимаются единичные транзитные рейсы из Таджикистана в города России и единичные грузовые чартерные (разовые) рейсы на Турцию и Иран.

## Принимаемые типыВС
Ан-12, Ан-24, Ан-26, Ан-28, Ан-30, Ан-124  Ил-76, Ту-134, Ту-154, Як-40, Як-42, Airbus A319, Airbus A320, Airbus A321, Boeing 737, Boeing 747, Boeing 757, Boeing 767, и др. типы ВС 3-4 класса, вертолёты всех типов.

## Пункты назначения и перевозчики
Регулярные авиарейсы выполняют следующие перевозчики:

## Пассажиропоток
- 2015 — 45 007[3]
- 2016 — 55 172[3]